# Josh Groban
Joshua Winslow Groban (Los Angeles, 27 februari 1981) is een Amerikaanse zanger van lichte populaire en klassieke muziek, daarnaast is hij ook acteur.

## Carrière
Nadat hij geaccepteerd was voor het prestigieuze Interlochen Arts Program begon hij met het volgen van muzieklessen en theater. Uiteindelijk wist hij zijn opleiding aan de Los Angeles County High School for the Arts succesvol af te ronden.
Eind 1998 volgde Josh Groban zanglessen bij een zangleraar die contacten onderhield met producer en tekstschrijver David Foster. Nadat Foster de demo van Groban had beluisterd, vroeg hij hem te komen repeteren voor het evenement. Dankzij zijn succesvolle uitvoering op de inauguratie, vroeg Foster hem in 1999 om in te vallen voor de wereldberoemde tenor Andrea Bocelli.
Groban werd toegelaten tot de prestigieuze muziek-/theateropleiding van Carnegie Mellon University. Echter, na een van zijn optredens kreeg hij een aanbod dat hij niet kon weigeren: een platencontract bij Reprise Records. Zijn eerste uitgebrachte nummer was het duet “For Always” met Lara Fabian voor de soundtrack van de film "Artificial Intelligence" (AI) die in de zomer van 2001 uitkwam. Grobans debuutalbum kwam uit in het najaar van 2001, gevolgd door enkele uitverkochte concerten voor een televisiespecial. Deze is later op dvd uitgebracht onder de naam “Josh Groban in Concert”. In 2003 werd zijn doorbraak definitief toen de dvd goud werd in januari en zijn debuutalbum goed was voor driemaal platina.

### Acteerwerk
Groban speelde ook mee in twee afleveringen van de televisieserie Ally McBeal waar hij de rol speelde van een verlegen solozanger van een kerkkoor. Hij verzorgde tevens de titelsong 'Remember me' van de film Troy. Dat werd geschreven door James Horner.
Ook heeft hij in de concertversie van de musical 'Chess. Live at the Royal Hall, London' de hoofdrol gespeeld, als de Russische schaker Anatoly. Deze musical is geschreven door Tim Rice met de muziek van de mannen van ABBA.
In de succesvolle film Crazy, Stupid, Love. speelt hij een bijrol. Groban speelt onder andere nog in de serie 'The Office' en 'CSI: New York' verschillende bijrollen.

## Discografie

### Albums
| Album met eventuele hitnotering(en) in de Nederlandse Album Top 100 | Datum van verschijnen | Datum van binnenkomst | Hoogste positie | Aantal weken | Opmerkingen |
| ------------------------------------------------------------------- | --------------------- | --------------------- | --------------- | ------------ | ----------- |
| Josh Groban                                                         | 2003                  | 08-02-2003            | 8               | 19           |             |
| Closer                                                              | 2003                  | 29-11-2003            | 38              | 9            |             |
| Live at the greek                                                   | 2004                  | 11-12-2004            | 67              | 1            | Livealbum   |
| Awake                                                               | 03-11-2006            | 11-11-2006            | 25              | 28           |             |
| Noël                                                                | 2007                  | 10-11-2007            | 26              | 10           |             |
| Awake live                                                          | 09-05-2008            | 17-05-2008            | 51              | 2            | Livealbum   |
| A collection                                                        | 07-11-2008            | 15-11-2008            | 11              | 16           |             |
| Illuminations                                                       | 19-11-2010            | 20-11-2010            | 10              | 10           |             |
| All that echoes                                                     | 2013                  | 09-03-2013            | 3               | 14           |             |

| Album met hitnotering(en) in de Vlaamse Ultratop 200 albums | Datum van verschijnen | Datum van binnenkomst | Hoogste positie | Aantal weken | Opmerkingen |
| ----------------------------------------------------------- | --------------------- | --------------------- | --------------- | ------------ | ----------- |
| Awake                                                       | 2006                  | 25-11-2006            | 69              | 6            |             |
| A collection                                                | 2008                  | 29-11-2008            | 85              | 2            |             |
| Illuminations                                               | 2010                  | 27-11-2010            | 100             | 1            |             |
| All that echoes                                             | 2013                  | 09-02-2013            | 38              | 1*           |             |

### Singles
| Single met eventuele hitnotering(en) in de Nederlandse Top 40 | Datum van verschijnen | Datum van binnenkomst | Hoogste positie | Aantal weken | Opmerkingen                 |
| ------------------------------------------------------------- | --------------------- | --------------------- | --------------- | ------------ | --------------------------- |
| Brave                                                         | 2013                  | -                     |                 |              | Nr. 69 in de Single Top 100 |

### Dvd's
| Dvd's met hitnoteringen in de DVD Top 30 | Datum van verschijnen' | Datum van binnenkomst | Hoogste positie | Aantal weken | Opmerkingen |
| ---------------------------------------- | ---------------------- | --------------------- | --------------- | ------------ | ----------- |
| In concert                               | 2003                   | 29-03-2003            | 23              | 2            |             |
| Stages live                              | 2016                   | 13-02-2016            | 6               | 4            |             |